# De Havilland DH.100 Vampire

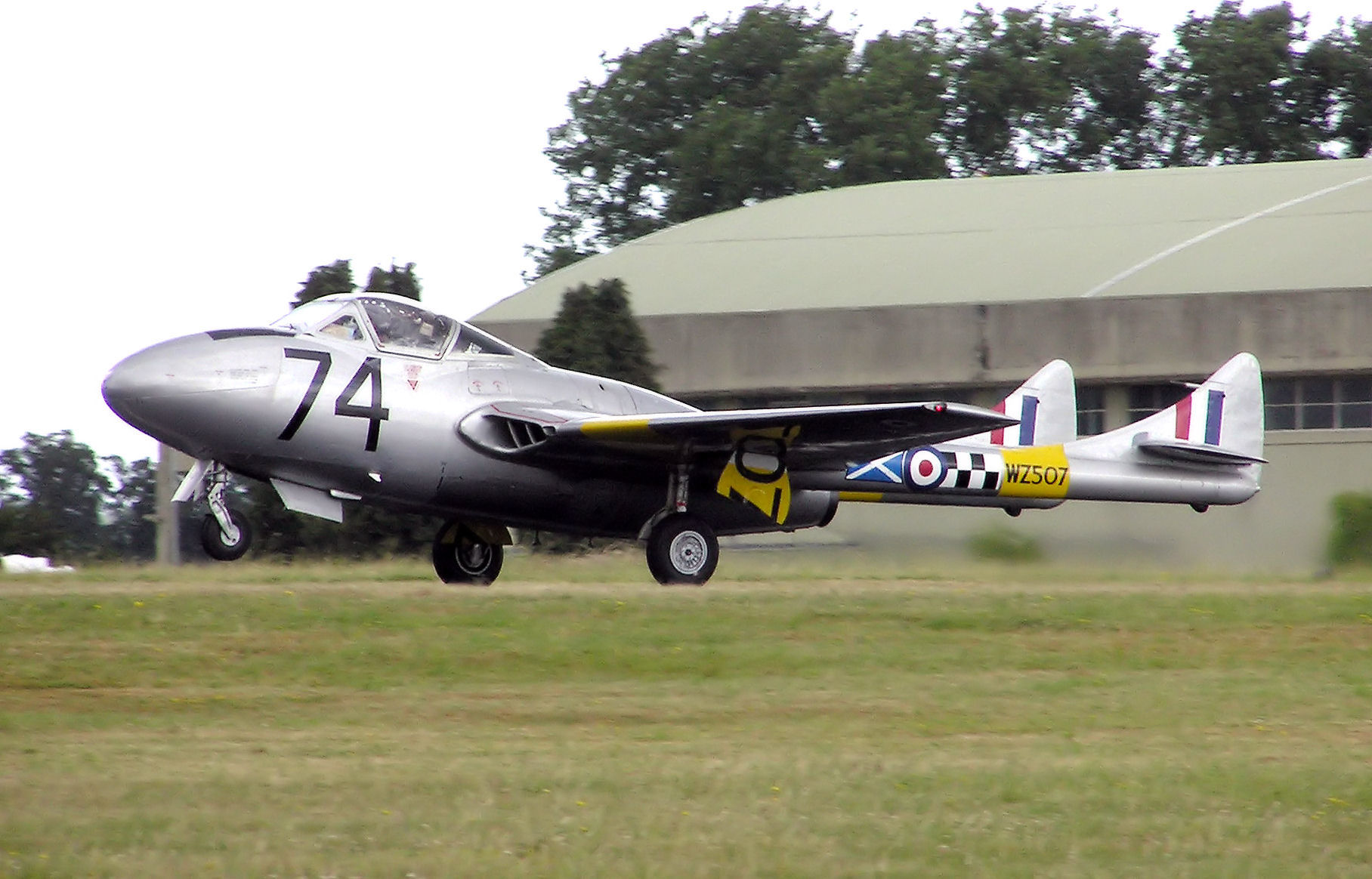
De Havilland 115 Vampire Trainer

Die De Havilland DH.100/113/115 Vampire (ursprünglich auch: Spidercrab) ist ein einstrahliges Kampfflugzeug des britischen Herstellers de Havilland Aircraft Company. Es wurde zwar noch in der Endphase des Zweiten Weltkrieges einsatzbereit, wurde aber nicht bei Kampfhandlungen eingesetzt.
Insgesamt wurden für zahlreiche Abnehmer 4400 Maschinen gebaut, davon etwa 1100 in Lizenz. Vampire blieben in Großbritannien bis 1955, als Schulflugzeug bis 1966 (in der Schweiz bis 1990) im Einsatz. In den 1950er Jahren flogen sie auch bei Einheiten der RAF Germany.

## Geschichte

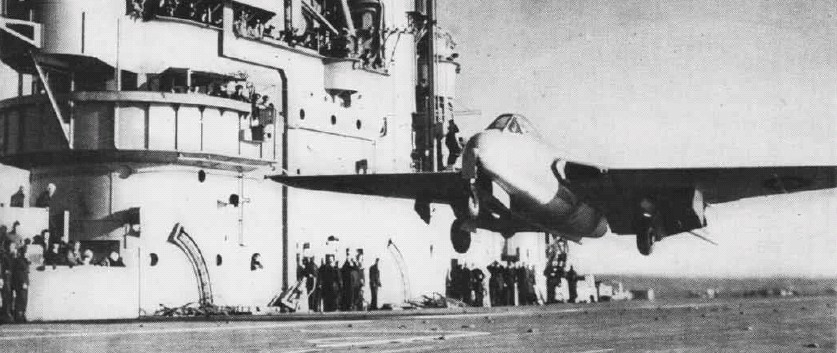
Erster Jet auf einem Flugzeugträger

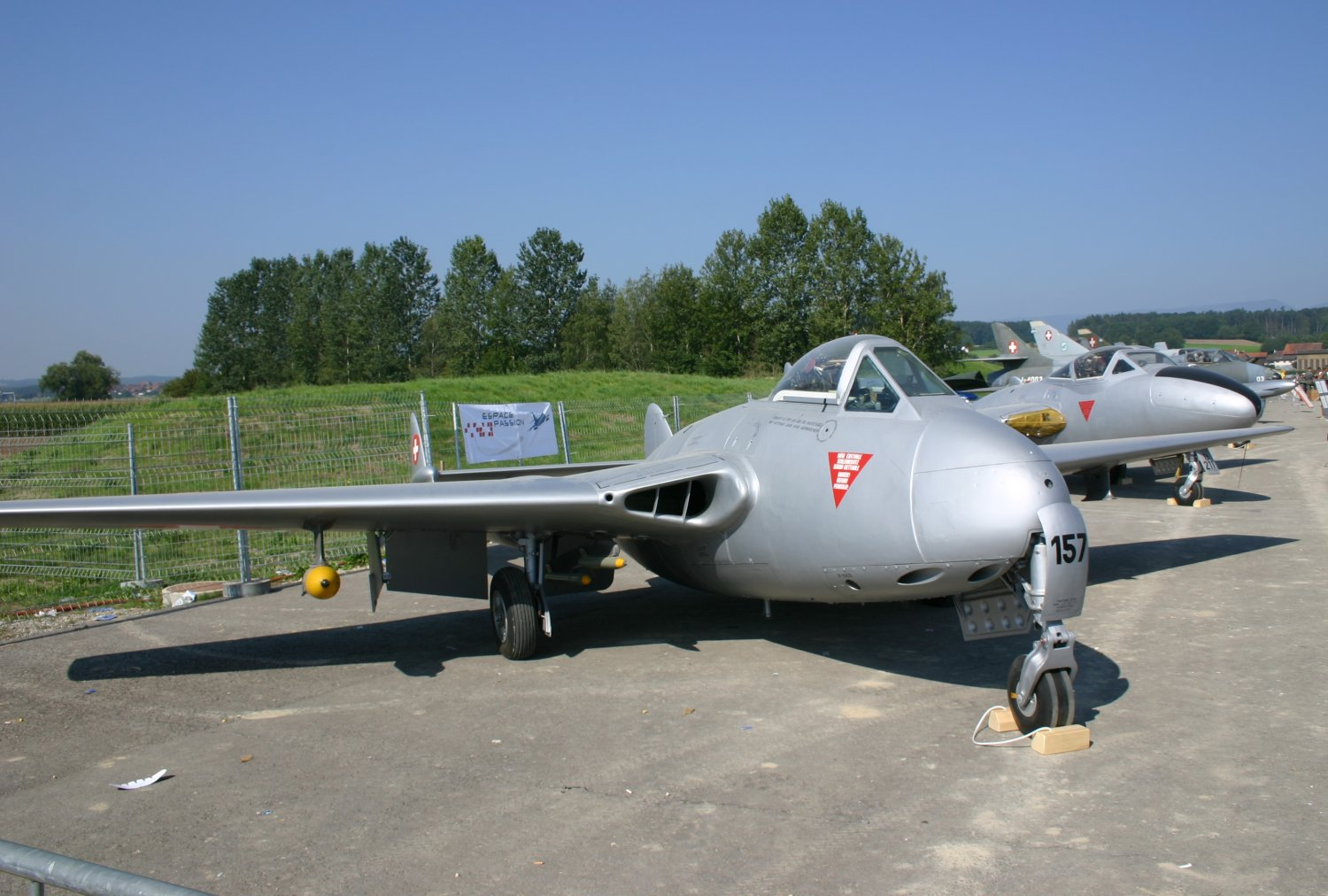
De Havilland DH.100 der Schweizer Luftwaffe

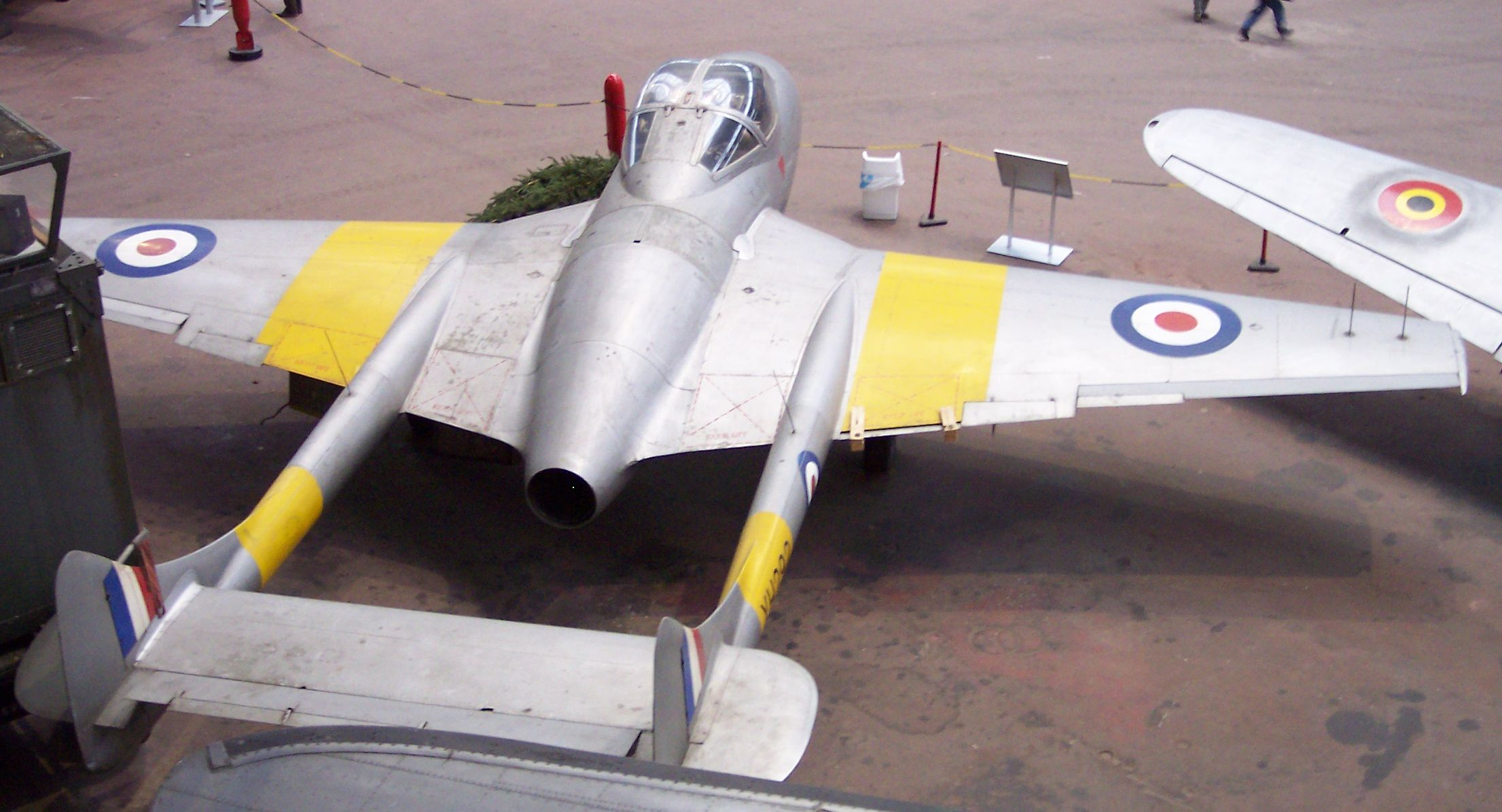
Zweisitzige DH.115 (gut zu sehen die typische Doppelleitwerkträgerauslegung)

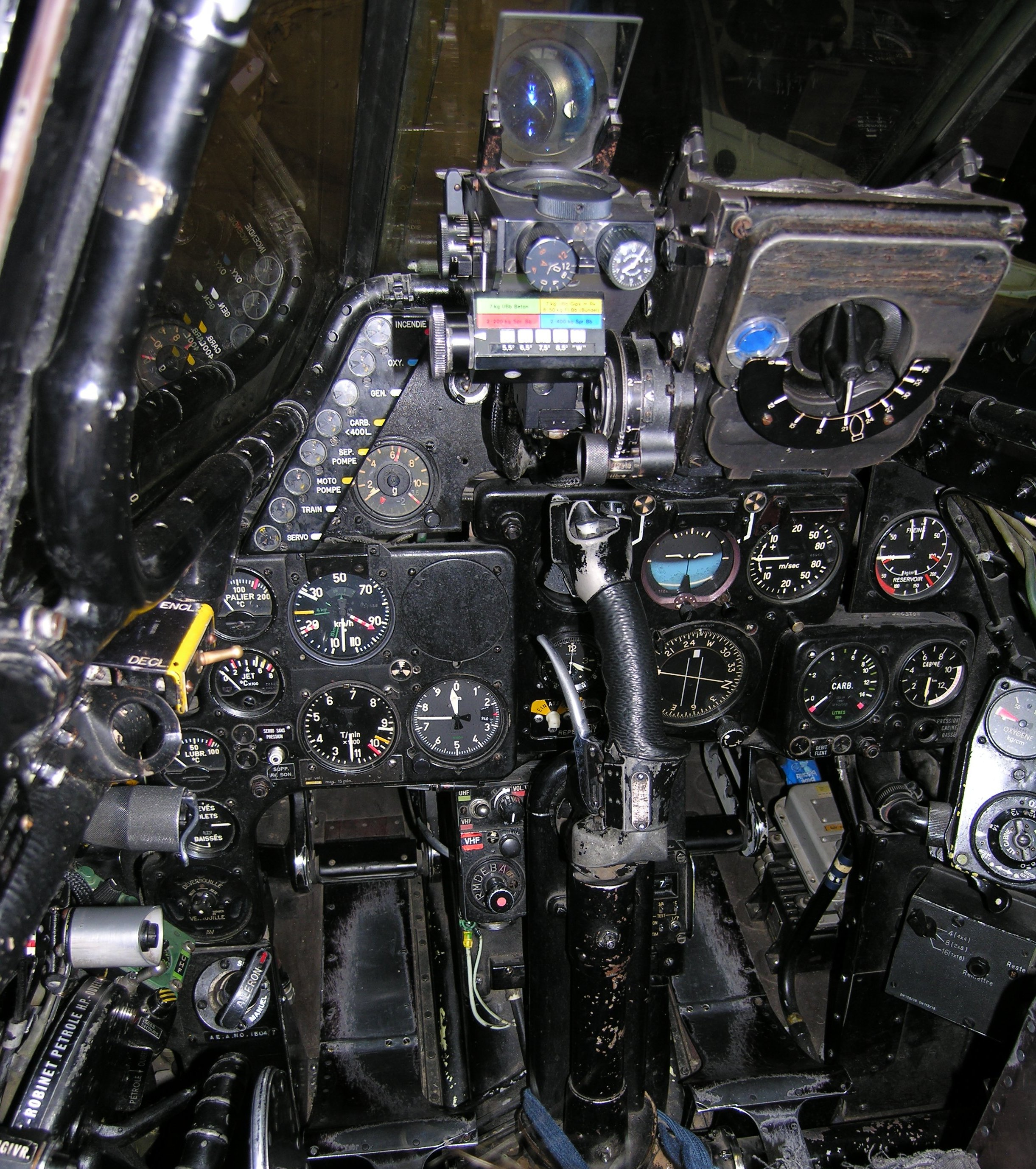
Cockpit einer DH.115 Mk.55 Vampire

Die Entwicklung begann zunächst als Experimentalflugzeug im Sommer des Jahres 1942 gemäß der Spezifikation E.6/41. Der Erstflug des Prototyps mit dem Kennzeichen LZ548/G fand am 30. September 1943 statt und wurde von Geoffrey de Havilland jun. durchgeführt. Die Flugerprobung verzögerte sich, als das einzige verfügbare Triebwerk in die USA gesendet werden musste, um das beschädigte einzige dortige Triebwerk der Lockheed P-80 zu ersetzen. Aufgrund der Auslastung von de Havilland mit anderen Flugzeugtypen verzögerte sich die Serienfertigung zusätzlich, sodass die erste Maschine der Produktionsserie Mk I erst im April 1945 zu ihrem Erstflug startete.
Die Maschine zeigte sehr gute Flugleistungen und Flugeigenschaften. Als erstes britisches Modell erreichte sie eine Höchstgeschwindigkeit von mehr als 500 Meilen pro Stunde (etwa 806 km/h). Am 3. Dezember 1945 landete und startete der Testpilot Eric Melrose Brown sie als erstes strahltriebwerksgetriebenes Flugzeug von einem Flugzeugträger (Ocean). 1948 erreichte sie mit 18.119 m einen neuen Höhenrekord.
Ausgehend von den positiven Versuchen wurde für den Fleet Air Arm mit der DH.100 Mk.5 Sea Vampire eine spezielle Version entwickelt. Neben ihrer Rolle als Jagdflugzeug konnte die Sea Vampire auch als Bodenangriffsflugzeug verwendet werden.
Die DH.113 war ein 1949 entstandener, ursprünglich für Ägypten bestimmter zweisitziger Nachtjäger mit entsprechender Radarausrüstung. Auf dieser Basis entstand das Trainingsflugzeug DH.115.
Die letzte hergestellte Version war das Schulflugzeug DH.100 Mk.11 oder eben DH.115, das ab 1950 zum Einsatz kam und von dem über 600 Stück produziert worden sind.

## Konstruktion
Der einsitzige ungepfeilte Mitteldecker wurde in Ganzmetallbauweise gefertigt. Eine Ausnahme bildete jedoch die Cockpitsektion, bei der auch Balsa- und Sperrholzbauteile, ähnlich wie bei der de Havilland Mosquito, zum Einsatz kamen. Die Vampire war mit einem einziehbaren Bugradfahrwerk ausgestattet und wurde von einem Strahltriebwerk angetrieben. Charakteristisch waren die doppelten Leitwerksträger. Diese Auslegung erschwerte jedoch den Ausstieg eines Piloten im Falle eines Notfalls gravierend; er war eigentlich nur möglich, wenn der Pilot noch Zeit hatte, nach dem Abwurf der Haube das Flugzeug auf den Rücken zu legen. Durch den Einbau von Schleudersitzen, in der Schweiz erst nach einem Jahrzehnt Betrieb, konnte diese Schwachstelle behoben werden.

### Varianten

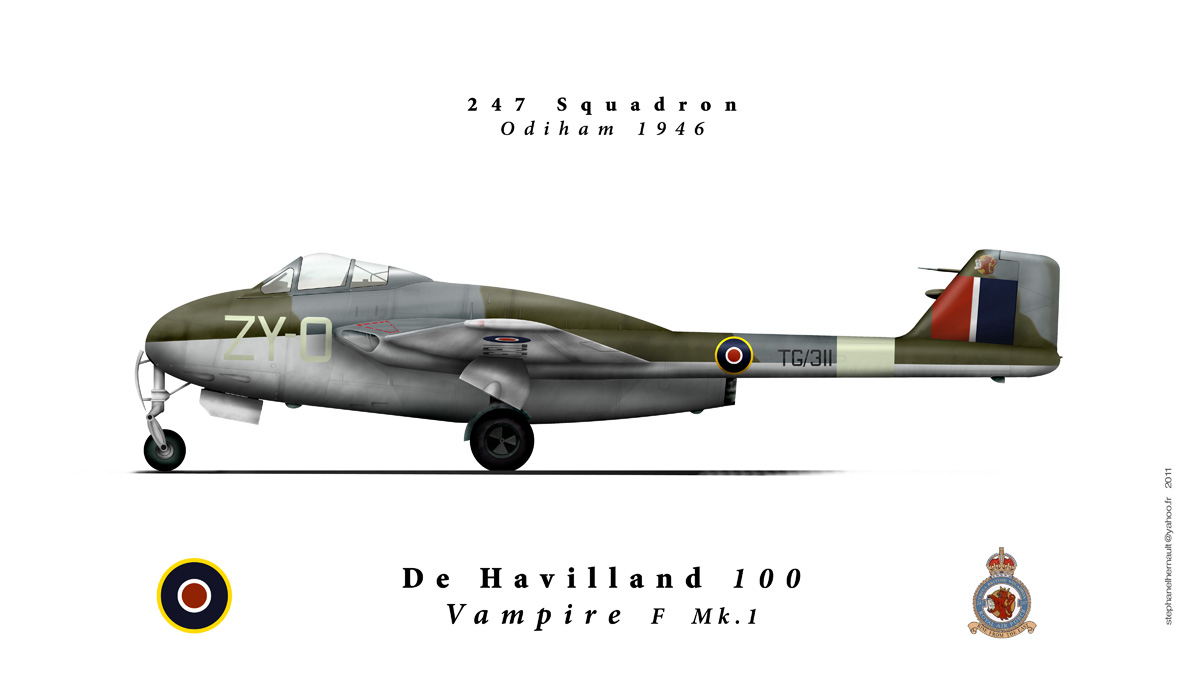
Vampire Mk.1
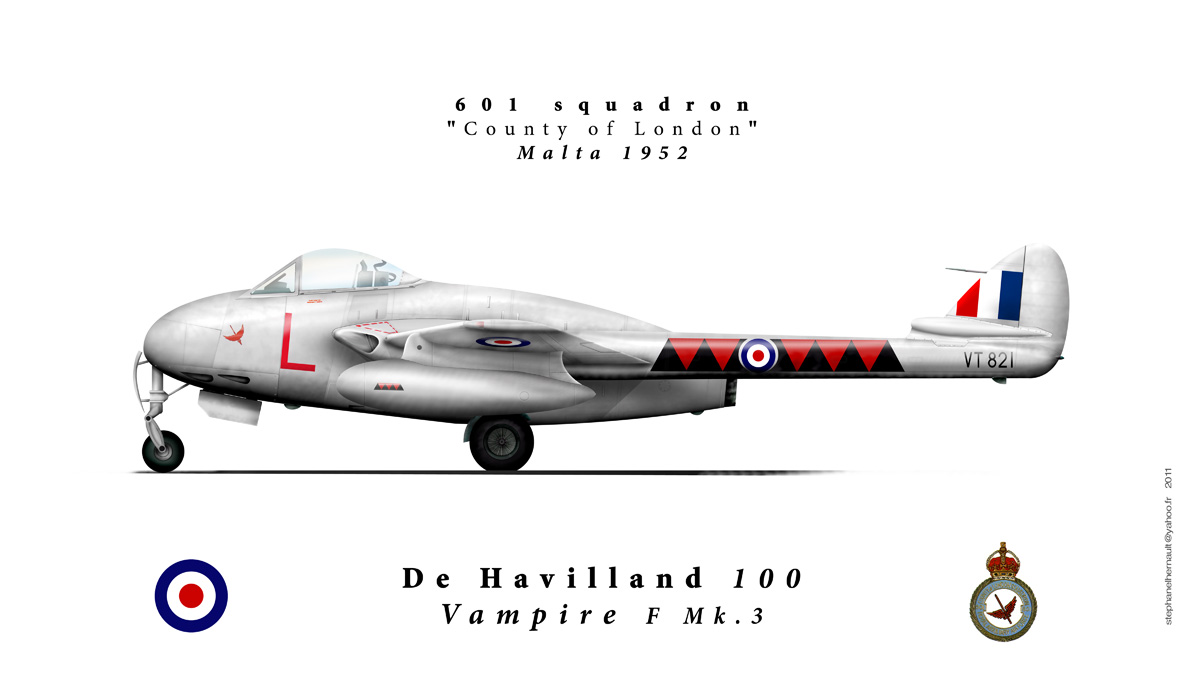
Vampire Mk.3
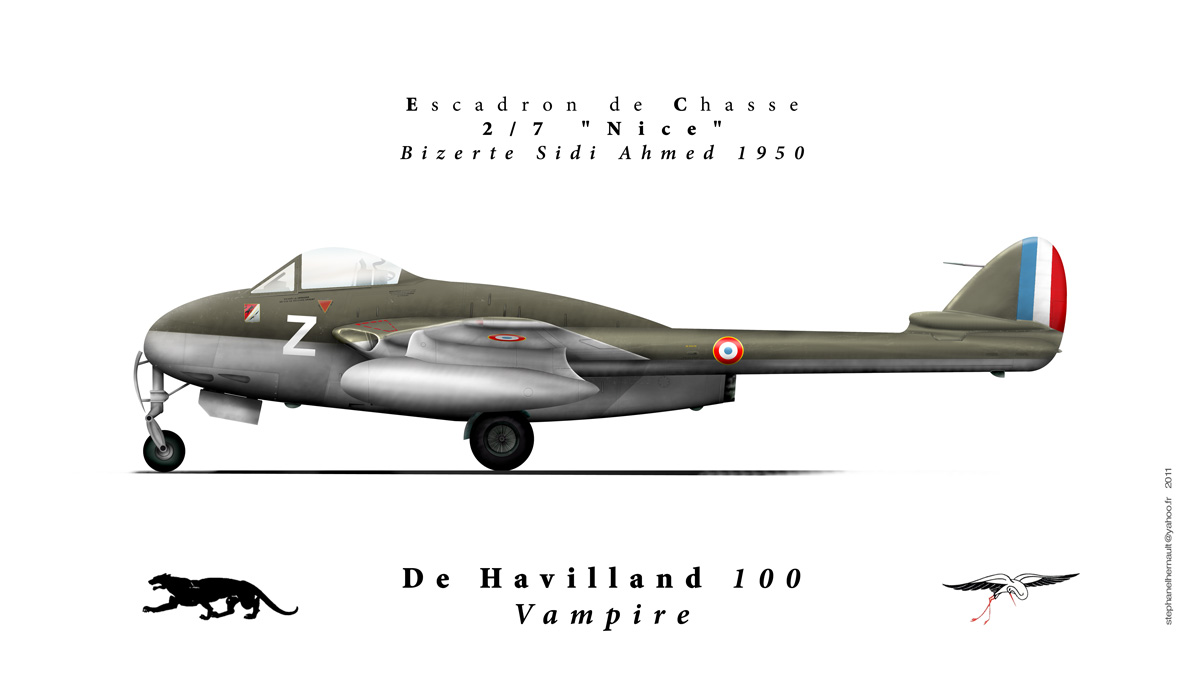
Vampire Mk.5
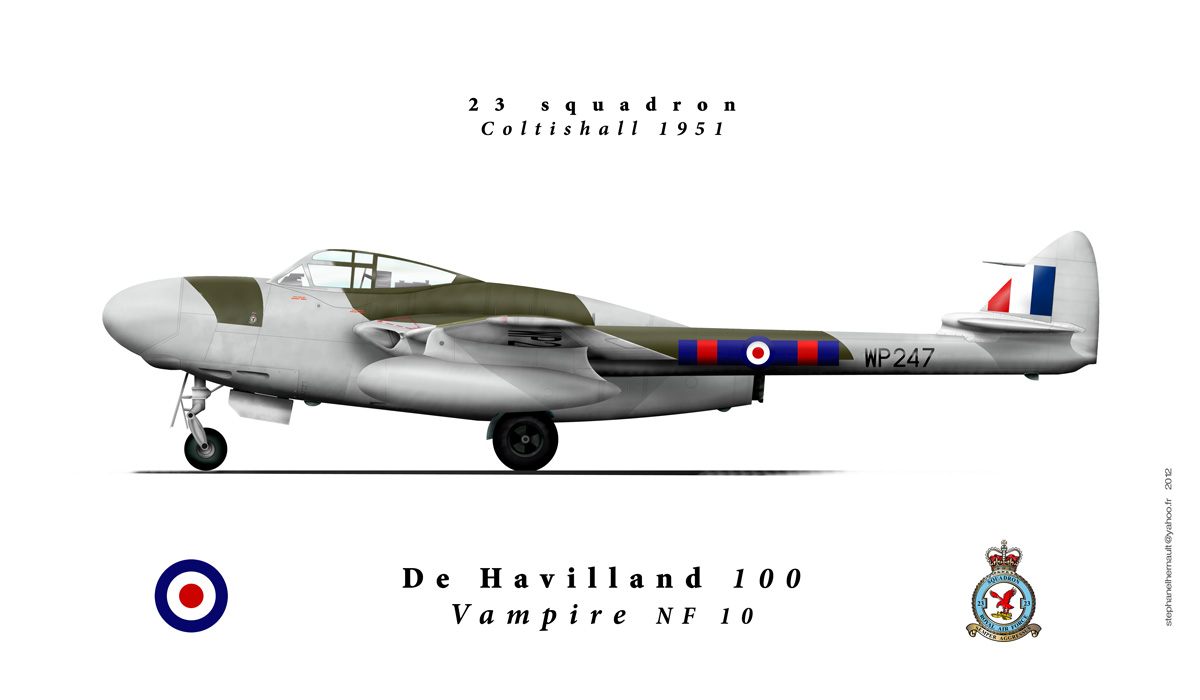
Vampire NF.10
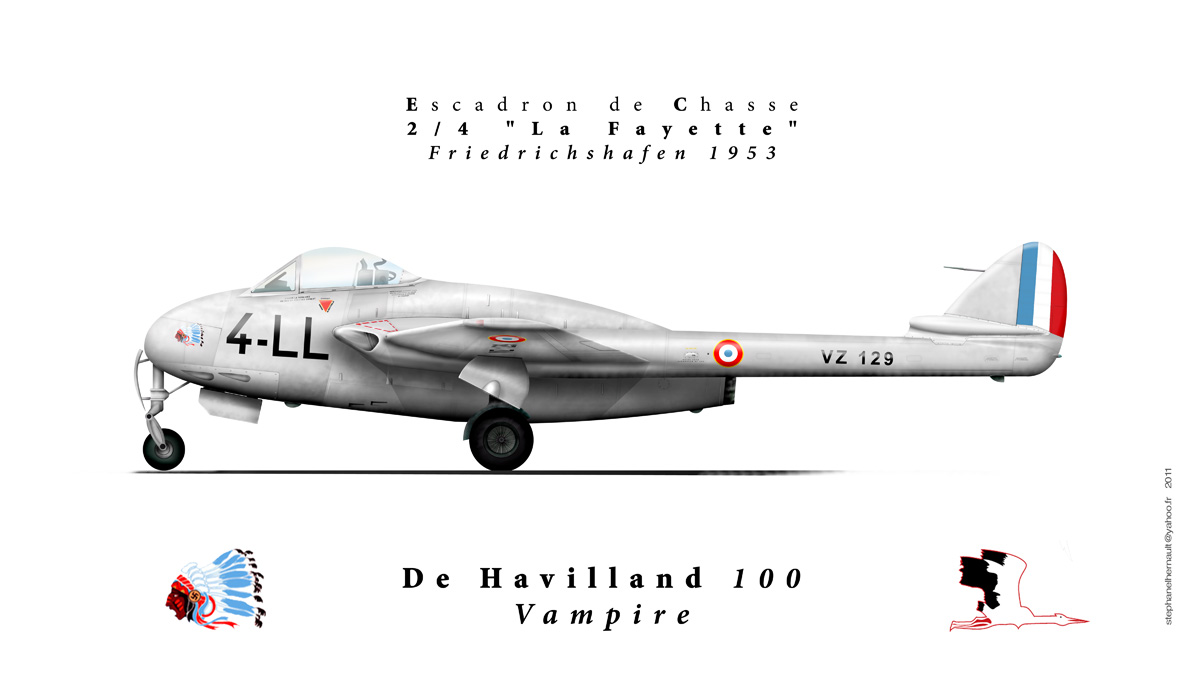
Vampire Mk.5
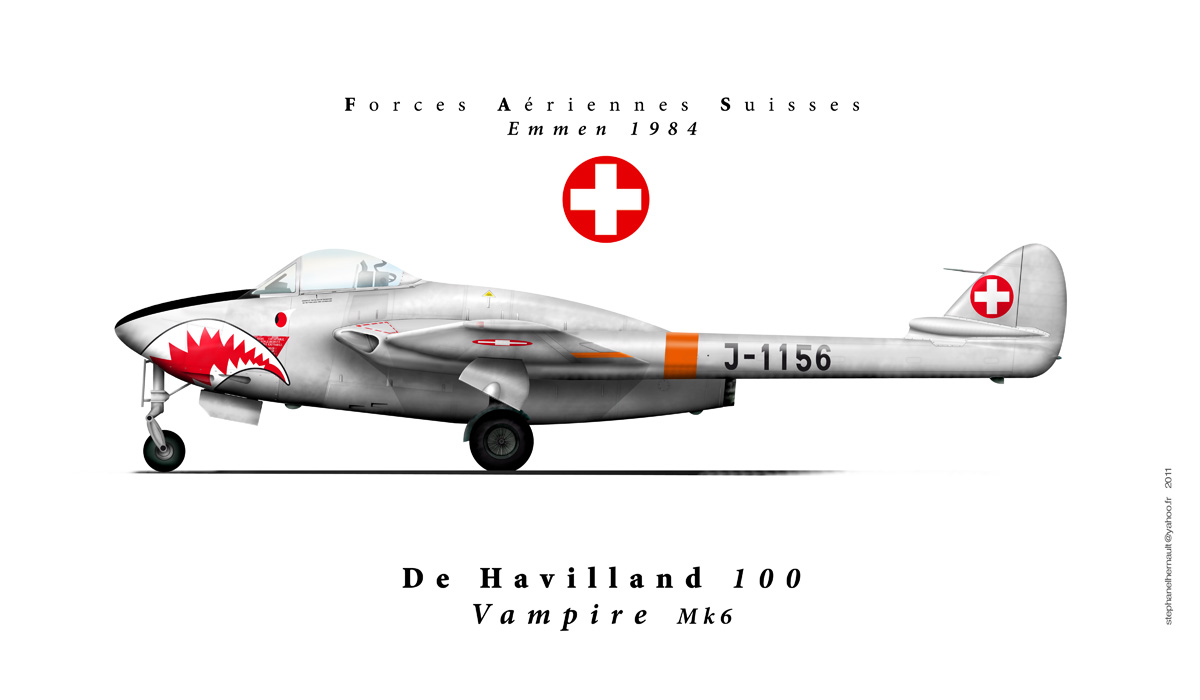
Vampire Mk.6
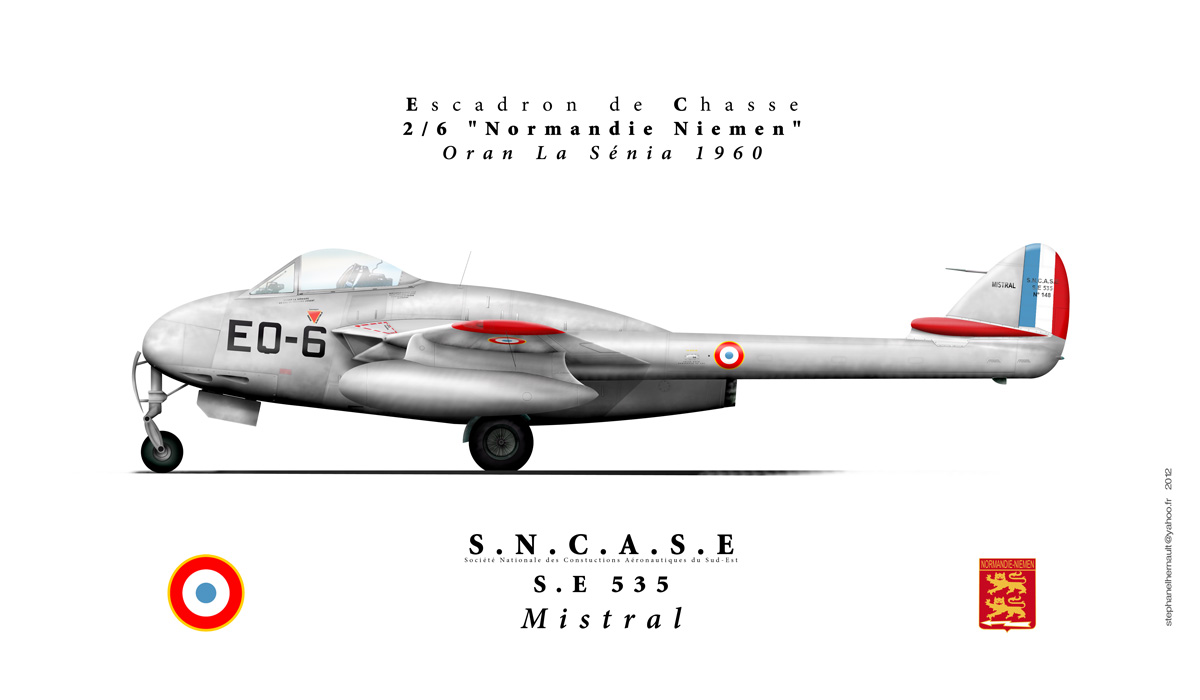
SNCASE Mistral
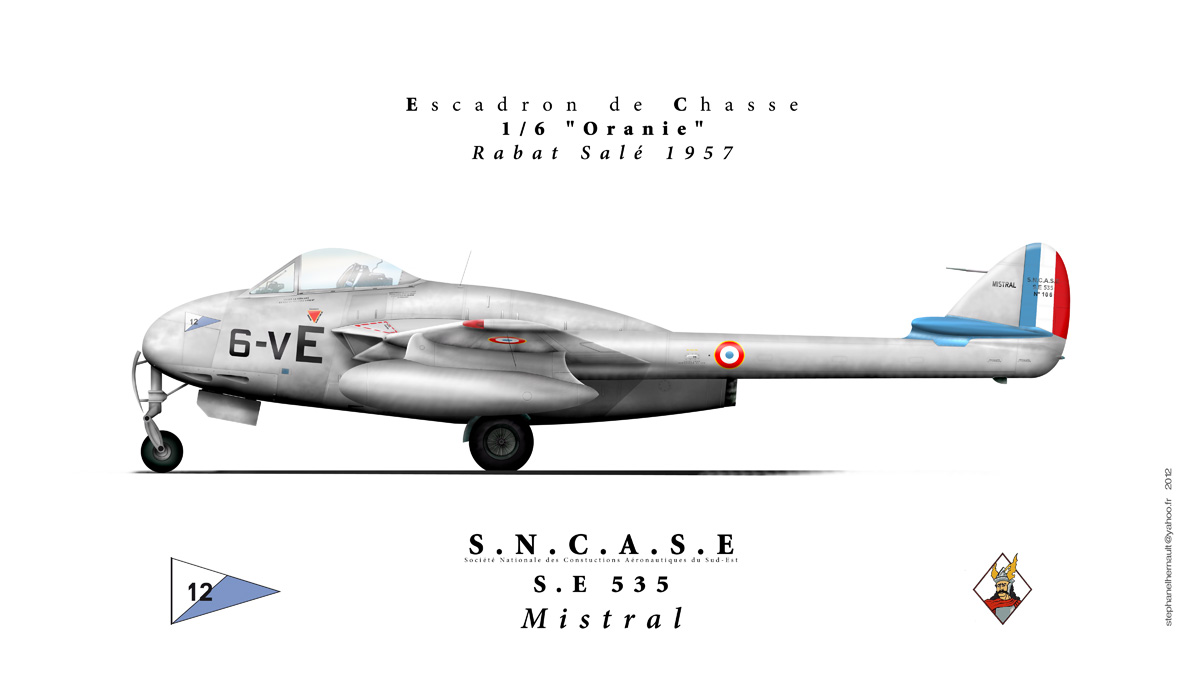
SNCASE Mistral

Für die Luftstreitkräfte des Vereinigten Königreiches und einiger andere Nationen wurden folgende Baureihen entwickelt:
DH.100
Einsitziger Prototyp mit einem Triebwerk de Havilland Halford H1/Goblin I, 3 gebaut
Vampire Mk.1 (auch F.1)
ursprüngliche Tagjagd-Variante mit Goblin-I/II-Triebwerk für die Royal Air Force (RAF), 244 gebaut, 4 Flugzeuge in die Schweiz.
Vampire Mk.2
Version mit Rolls-Royce-Nene-Triebwerk, 1 gebaut, 2 umgerüstet
Vampire F.3
Tagjäger, 2 umgerüstete Mk.1, 202 für die RAF sowie 20 für die norwegische Luftforsvaret gebaut
Vampire Mk.4
Projekt mit Nene-Triebwerk, nicht verwirklicht
Vampire FB.5
ursprüngliche Jagdbomber-Variante mit Goblin-II-Triebwerk, 930 für die RAF sowie 20 für den Export gebaut
Vampire FB.6
verbesserte Jagdbomber-Variante mit Goblin-3-Triebwerk, 178 für die RAF sowie 100 vor Ort in Lizenz für die Schweizer Luftwaffe gebaut
Vampire Mk.8
Muster mit de-Havilland-Ghost-Triebwerk, 1 umgerüstete Mk.1
Vampire FB.9
Gegenüber der FB.5 verbesserter Jagdbomber mit Klimaanlage für Tropeneinsätze, 326 gebaut
DH.113
Prototyp einer zweisitzigen Nachtjagdvariante mit Goblin-Triebwerk, 2 gebaut
Vampire NF.10
Serienvariante des zweisitzigen Nachtjägers für die RAF, 66 gebaut
DH.115
Prototyp einer zweisitzigen Schulungsvariante und übliche Bezeichnung der T.Mk.55 in der Schweiz
Vampire T.11
Serienvariante des zweisitzigen Trainers für die RAF, 731 gebaut
Die folgenden Baureihen wurden für den Einsatz von Flugzeugträgern der britischen Royal Navy entwickelt:
Sea Vampire Mk.10
Prototyp für Deckversuche, 1 umgerüstet
Sea Vampire F.20
Marine-Version der FB.5 für den Fleet Air Arm (FAA), 18 gebaut bei English Electric
Sea Vampire Mk.21
Versuchsbaureihe mit verstärktem Boden und Fanghaken für Landetests mit eingezogenem Fahrwerk auf flexiblen Trägerdecks, 6 umgerüstete F.3
Sea Vampire T.22
Serienvariante des zweisitzigen Trainers für die FAA, 73 gebaut
Die folgenden Baureihen entstanden für die Streitkräfte der beiden großen südpazifischen Commonwealth-Staaten:
Vampire FB.25
Bezeichnung der FB.5 für die Royal New Zealand Air Force (RNZAF), 25 gebaut
Vampire F.30
Jäger mit Nene-Triebwerk für die Royal Australian Air Force (RAAF), 80 vor Ort in Lizenz gebaut
Vampire FB.31
Jagdbomber mit Nene-Triebwerk für die RAAF, 29 vor Ort in Lizenz gebaut
Vampire F.32
Variante des australischen Jägers mit Klimaanlage, 1 umgerüstet
Vampire T.33
Zweisitziger Trainer für die RAAF mit Goblin-Triebwerk, 36 vor Ort in Lizenz gebaut
Vampire T.34
Zweisitziger Trainer für die Royal Australian Navy (RAN), 5 vor Ort in Lizenz gebaut
Vampire T.34A
Version der T.34 mit Schleudersitzen
Vampire T.35
Verbesserter Trainer für die RAAF, 68 vor Ort in Lizenz gebaut
Vampire T.35A
Version der T.35, umgerüstete T.33
Die letzten Baureihen waren Exporte in weitere NATO-Staaten:
Vampire FB.50
Exportmodell für die schwedische Flygvapnet, dort als J 28B bezeichnet, 310 gebaut
Vampire FB.51
Prototyp für den Export nach Frankreich mit Nene-Triebwerk, 1 umgebaut
Vampire FB.52
Exportmodell der FB.6, 101 gebaut (36 für Norwegen)
Vampire FB.52A
Exportmodell der FB.6 für die italienische Aeronautica Militare (AMI), 80 vor Ort in Lizenz gebaut
Vampire FB.53
Serienmodell der FB.51 für die französische Armee de l’Air, dort als Sud-Est SE.532/SE.535 Mistral bezeichnet
SE.532 Mistral
Variante mit Nene-102B-Triebwerk, 94 vor Ort in Lizenz gebaut
SE.535 Mistral
Variante mit Nene-104-Triebwerk und Schleudersitz, 150 vor Ort in Lizenz gebaut
Vampire NF.54
Exportmodell der NF.10 die AMI, 29 vor Ort in Lizenz gebaut
Vampire T.55
Exportmodell der T.11, 216 gebaut, 6 umgebaute T.11 und 12 in Schweden umgebaute FB.50
- Vampire Mk.1
- Vampire Mk.3
- Vampire Mk.5
- Vampire NF.10
- Vampire Mk.5
- Vampire Mk.6
- SNCASE Mistral
- SNCASE Mistral

## Nutzer
- Ägypten
- Australien
- Birma
- Ceylon
- Chile

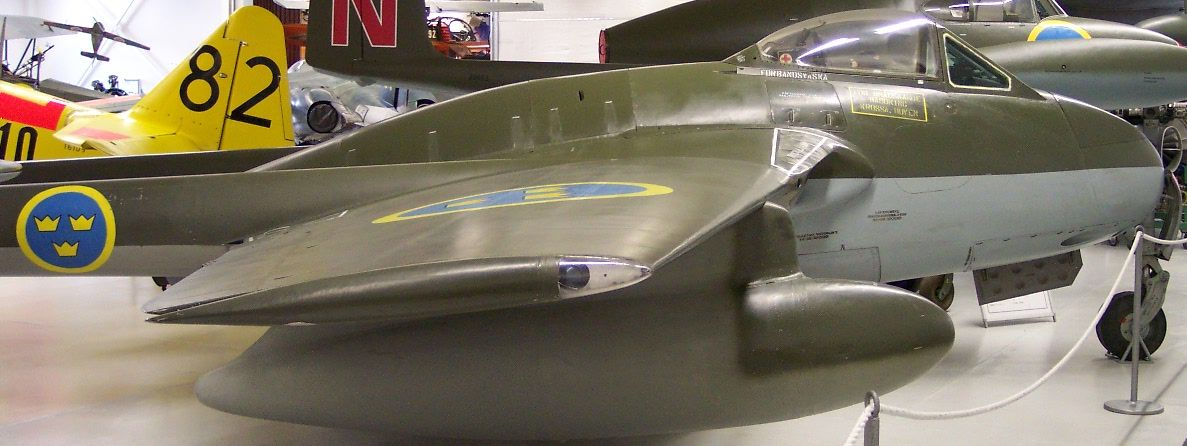
Schwedische DH.100

- Dominikanische Republik: 25 × F.1 (ex Schweden) + 17 × FB.50 (ex Schweden)
- Finnland
- Frankreich
Französische Luftstreitkräfte
Aéronavale
- Indien
- Indonesien: 6 × T.11
- Irak
- Irland
- Italien
- Japan: 1 × T.55 zur Evaluierung 1955[3]
- Jordanien
- Kanada
- Katanga: 2 ex Portugal T.11
- Libanon
- Mexiko
- Neuseeland
- Norwegen
- Österreich: 4 × T.55 von 1964–1972 u. 5 × T.11 1957–1971[4]
- Portugal
- Republik Kongo
- Rhodesien
- Schweden: 70 × F.1 (J 28A), 310 FB.50 (J 28B); 57 T.55 (J 28C)
- Schweiz: 4 × Mk 1, 178 Mk 6, 1 × DH.113NF Mk10, 39 × DH.115[5]
- Südafrikanische Union
- Syrien
- Venezuela
- Vereinigtes Königreich
Royal Air Force
Royal Navy

### Stationierungsorte in Deutschland
- Royal Air Force Germany
  - RAF Brüggen, Juli 1953 bis Januar 1954, Vampire FB5 (112. Squadron)
  - RAF Celle, November 1950 bis Januar 1954, (93. und 94. Squadron)
  - RAF Gütersloh, Juni 1948 bis April 1952, Vampire F1/FB5 (3., 16., 26., 67. und 71. Squadron)
  - RAF Faßberg, Mai 1951 bis Mai 1953, Vampire FB5 (112. und 118. Squadron)
  - RAF Jever, März 1952 bis Juli 1953, Vampire FB5 (4., 93. und 112. Squadron)
  - RAF Oldenburg, Mai 1952 bis November 1953, Vampire FB5/FB9 (20., 26. und 234. Squadron)
  - RAF Wildenrath, April 1952 bis Oktober 1953, Vampire FB5 (3., 67. und 71. Squadron)
  - RAF Wunstorf, April bis Juni 1948, Vampire F1 (3. Squadron) und Januar 1950 bis Oktober 1953, Vampire FB5/FB5B (4., 11., 26. Squadron)
- (franz.) Armée de l’air
  - BA Bremgarten, April 1954 bis Juli 1954, Vampire Mk.1 (4ème Escadre Chasse)
  - BA Friedrichshafen, Oktober 1949 bis April 1954, Vampire Mk.1 (4ème Escadre Chasse)

## Technische Daten (Vampire FB 5)

3-Seiten-Ansicht

| Kenngröße             | Daten                                                       |
| --------------------- | ----------------------------------------------------------- |
| Besatzung             | 1                                                           |
| Länge                 | 9,37 m                                                      |
| Spannweite            | 11,58 m                                                     |
| Höhe                  | 1,88 m                                                      |
| Leermasse             | 3297 kg                                                     |
| Startmasse            | 5618 kg                                                     |
| Höchstgeschwindigkeit | 825 km/h in 7500 m Höhe                                     |
| Dienstgipfelhöhe      | 12.200 m                                                    |
| Reichweite            | 1755 km                                                     |
| Triebwerke            | ein Strahltriebwerk de Havilland Goblin 2 mit 13,8 kN Schub |

## Bewaffnung
Im Rumpf montierte Rohrwaffen
- 4 × 20-mm-Maschinenkanone Hispano-Suiza Mk.V mit je 150 Schuss Munition

Kampfmittel bis zu 1.000 kg an mehreren Außenlaststationen
Ungelenkte Luft-Boden-Raketen
- 8 × Startschiene für je eine ungelenkte Luft-Boden-Rakete RP-3 (Rocket Projectile 3-inch); Kaliber 76,2 mm

Ungelenkte Bomben
- 2 × Royal Ordnance 1000 lb (454 kg), Freifallbombe
- 2 × Royal Ordnance 500 lb (227 kg), Freifallbombe

Externe Behälter
- 2 × abwerfbarer Zusatztank für 455 Liter (121 US-Gallonen) Kerosin
- 2 × abwerfbarer Zusatztank für 227 Liter (60 US-Gallonen) Kerosin

## Sonstiges
Weil die Maschine im engen Kurvenflug zum Überschlagen neigte, kam es bei der Schweizer Luftwaffe zu mehreren tödlichen Unfällen. Daher erhielten nach und nach alle Maschinen einen Schleudersitz. Mit den noch nicht umgerüsteten „Vampires“ durften nur noch ledige Piloten fliegen.

## Museale Rezeption
Eine de Havilland DH 115 Vampire Mk.T55 des österreichischen Bundesheeres ist in der Militärluftfahrtausstellung Zeltweg im Hangar 8 des Fliegerhorst Hinterstoisser ausgestellt, einer Außenstelle des Wiener Heeresgeschichtlichen Museums.
Im Flieger-Flab-Museum in Dübendorf befindet sich eine Vampire Einsitzer, bei welcher das Cockpit bestiegen werden konnte. Ebenfalls verfügt das Museum über einen Doppelsitzer DH 115.
Außerdem befinden sich im Schweizer Fliegermuseum Altenrhein je eine flugfähige DH 100 Vampire sowie DH 115 Vampire Trainer der Schweizer Luftwaffe.
Im Flygmuseum Ängelholm befindet sich eine nicht mehr flugfähige J28.